# Les Trompettes de Jéricho
Les Trompettes de Jéricho est le 113e roman de la série SAS, écrit par Gérard de Villiers et publié en janvier 1994 aux éditions Gérard de Villiers. Comme tous les SAS parus au cours des années 1990, le roman a été édité lors de sa publication en France à 200 000 exemplaires. Édité une première fois en 1994, il est réédité en 2017 avec une autre photo de couverture.
C'est l'un des rares romans français à situer le lieu du récit dans la Bande de Gaza et les Territoires palestiniens occupés et à évoquer les Accords d'Oslo. 
En effet l'action se déroule courant septembre 1993 en Autriche (Liezen), en Israël, dans les Territoires Occupés (Gaza), aux États-Unis (Washington D.C., New York) et en Iran (Téhéran).
Malko Linge est chargé de rencontrer un informateur palestinien  (« Charlie »), qui a indiqué pouvoir révéler une information d'une extrême importance concernant la sécurité des États-Unis.

## Personnages principaux

### Américains et alliés
- Malko Linge : héros du roman, Autrichien, agent contractuel de la CIA.
- Elko Krisantem : son majordome.
- Chris Jones et Milton Brabeck : agents spéciaux de la CIA.
- John Powell : chef de station de la CIA à Jerusalem.
- Richard Baxter : directeur-adjoint de la Division des Opérations à la CIA.
- Henry Camaro
- Herbert Boss
- Jack Higgins
- Alexander Higgins

### Les Palestiniens
- Wafieck Kharoubi
- Daoud Abuchita (« Charlie »)
- Al Jablouni.

### Les Iraniens
- Ali Yasin
- Cyrus Jahanbi
- Mahmoud Farmayan
- Reza Ghodzadeh

### Autres personnages
- Maria-Mercedes Tenuco.
- Tamara Halpern.
- Sissi Weikersdorf.
- Günter Weikersdorf.

## Résumé

### Début du roman
L'agent de la CIA Herbert Boss doit rencontrer un informateur palestinien  (« Charlie »), qui a indiqué pouvoir révéler une information d'une extrême importance concernant la sécurité des États-Unis. Néanmoins, au moment où la rencontre doit avoir lieu, il est assassiné par des Palestiniens. Malko est envoyé en Israël puis dans la Bande de Gaza pour rencontrer Charlie et recueillir l'information. Il est amené à croiser la route de Tamara Halpern, Israélienne et petite amie d'Herbert Boss. La jeune femme semble travailler pour le Mossad ou le Shin Beth, et cela est d'autant plus ennuyeux que les Israéliens aimeraient bien mettre la main sur « Charlie ». Malko remonte la piste et, après deux tentatives d'assassinat à son encontre, rencontre effectivement Charlie qui lui délivre l'information en question : un marchand d'armes en lien avec l'Iran a livré des armes à des Iraniens en vue d'un attentat (nom de code : « Jéricho ») contre Bill Clinton, président des États-Unis. Peu après, les Israéliens prennent d'assaut la cachette de Charlie et le tuent. Malko se rend à New York pour continuer l'enquête (chapitres 1 à 10).

### Aventures
Le marchand d'arme en question semble être Jack Higgins. Malko tente de rencontrer l'homme d'affaires, mais celui-ci ne semble pas pressé de le rencontrer. Malko continue l'enquête et acquiert la certitude que Higgins a effectivement livré des armes à des Iraniens. Il découvre le pot aux roses : Alexander Higgins, fils de l'homme d'affaires, est retenu en otage à Téhéran. Si Jack Higgins parle, son fils mourra. C'est pourquoi Higgins refuse de coopérer. Malko lance une opération audacieuse pour « rapatrier » Alexander Higgins de Téhéran à New York, en utilisant les services de Günter Weikersdorf, un pilote d'avion des Austria Airlines. Mais lorsqu'Alexander Higgins arrive à New York, on apprend que ses deux parents viennent d'être assassinés (chapitres 11 à 16).

### Fin du roman
La piste relative à Jack Higgins semble coupée. Toutefois, grâce à Maria-Mercedes Tenuco, secrétaire personnelle du marchand d'arme, Malko a accès à son coffre bancaire dans lequel il découvre des documents essentiels. Il sait désormais quelle arme a été livrée à un Iranien : un missile Hellfire. Le but est de tuer Bill Clinton à Washington le 13 septembre 1993, c'est-à-dire le jour de la signature des Accords d'Oslo. Le missile doit être tiré d'un hélicoptère. S'engage alors une course de vitesse pour localiser le commando iranien. Au dernier moment, le FBI découvre l'identité d'un Iranien qui a un brevet de pilote. L'homme est injoignable. Une chasse à l'homme s'organise. Malko parvient à faire exploser l'hélicoptère contenant le commando terroriste, tandis que Cyrus Jahanbi, l'organisateur du complot, est abattu par la police. Dans la dernière page, Malko est invité à rencontrer Bill Clinton, mais l'agent secret ne peut pas s'empêcher de penser à « Charlie », sans qui la tentative d'assassinat n'aurait pas pu être déjouée (chapitres 17 à 21).

## Autour du roman
Le roman comporte 313 pages et est plus long que la moyenne des romans publiés dans les années 1990 (environ 250 pages). Un bandeau rouge sur la couverture affirme : « Un super SAS – 1/3 de lecture en plus ».